# Liste der Monuments historiques in Pouillé (Vendée)
Die Liste der Monuments historiques in Pouillé (Vendée) führt die Monuments historiques in der französischen Gemeinde Pouillé auf.

## Liste der Bauwerke
| Bezeichnung    | Beschreibung              | Standort | Kennzeichnung | Schutzstatus | Datum | Bild           |
| -------------- | ------------------------- | -------- | ------------- | ------------ | ----- | -------------- |
| Kirche St-Rémi | Erbaut im 12. Jahrhundert | (Lage)   | PA00110200    | Classé       | 1906  | weitere Bilder |